# IEEE 802.2
IEEE 802.2, in telecomunicazioni e informatica, è un protocollo di rete, appartenente alla famiglia IEEE 802, i cui diversi gruppi di lavoro si sono occupati per anni della standardizzazione delle reti LAN. L'802.2 in particolare fu il gruppo che si occupò della standardizzazione del livello Logical link control, sottolivello del livello datalink della pila ISO/OSI dell'architettura di rete di calcolatori. Sotto di esso nello stack (sempre nel livello 2) c'è il sottolivello MAC, che non è unico, ma dipende dal particolare mezzo di trasmissione scelto (Ethernet, Token ring, FDDI, 802.11, ecc.).
Lo standard in questo sottolivello aggiunge gli 8 bit del DSAP e del SSAP (rispettivamente Destination Service Access Point e Source Service Access Point) ai pacchetti a prescindere dal loro tipo. Viene aggiunto anche un campo di controllo di 8 o 16 bit che viene usato per funzioni aggiuntive come il Controllo di flusso. C'è spazio per 64 numeri SAP globali, ma il protocollo IP non ne ha nessuno associato perché possono essere assegnati solo agli standard internazionali. Gli altri protocolli possono usare un numero SAP nel range valido solo localmente. Il protocollo Subnetwork Access Protocol (SNAP) permette ai valori EtherType di specificare il protocollo trasportato dall IEEE 802.2, e permette anche ad ogni produttore di assegnare valori arbitrari ai protocolli usati.

## Modalità operative
L'IEEE 802.2 fornisce due modalità non connesse e una orientata alla connessione:
- Tipo 1 è una modalità non connessa senza conferme. Permette di spedire frame
  - a una singola destinazione (trasferimento unicast o point-to-point);
  - a più destinazioni nella stessa rete (multicast);
  - a tutte le destinazioni della rete (broadcast).

L'uso del multicast e del broadcast riduce il traffico di rete se le stesse informazioni devono essere trasmesse a tutte le stazioni della rete. Il servizio di tipo 1 non garantisce che l'ordine di arrivo dei frame sia lo stesso con cui sono stati spediti; il mittente non riceve nemmeno una conferma quando i frame sono stati ricevuti.
- Tipo 2 è una modalità connessa. La numerazione in sequenza dei frame assicura che quelli ricevuti siano nell'ordine giusto (o comunque che si possa ricostruire l'ordine) e che non ne vengano persi.
- Tipo 3 è un servizio non connesso confermato. Supporta solo la comunicazione punto a punto.

## Intestazione LLC
802.2 definisce una intestazione speciale che comprende una intestazione SNAP (Subnetwork Access Protocol). Alcuni protocolli, in particolare quelli progettati per la pila ISO/OSI, lavorano direttamente sopra l'LLC 802.2, che è in grado di fornire servizi connessi e ordinati. Questa intestazione 802.2 è adesso inclusa nei frame 802.3 (cioè quelli di Ethernet II chiamati frame DIX Ethernet).
L'intestazione LLC comprende due campi aggiuntivi a 8 bit, chiamati SAP (Service Access Points) che specificano il Destination Service Access Point e il Source Service Access Point; quando entrambi vengono settati al valore 0xAA (10101010 binario) viene richiesto il servizio SNAP. L'intestazione SNAP permette di usare valori EtherType per tutti i protocolli IEEE 802 ma anche comprendendo intervalli che possono essere assegnati a piacere (ad esempio al protocollo IP). Nello standard IEEE 802.3x (1997) è stato modificato lo standard Ethernet per permettere esplicitamente l'uso di campi a 16 bit (di lunghezza o tipo) dopo gli indirizzi MAC.
Non è invece compreso nell'intestazione alcun controllo di errore sul frame. Questa funzione viene generalmente delegata allo strato MAC sottostante.
Novell NetWare ha usato questo tipo di frame fino a metà degli anni novanta, e essendo un Netware molto diffuso (e IP poco diffuso), la maggior parte del traffico mondiale viaggiava in frame grezzi come 802.3 che trasportavano IPX. Dal Netware 4.10 in poi, verrà usato l'IEEE 802.2 con LLC insieme ad IPX.
Mac OS usa frame 802.2/SNAP per la suite di protocolli AppleTalk su Ethernet ("EtherTalk") e frame Ethernet II per TCP/IP.
Le varianti 802.2 di Ethernet non sono molto diffuse nelle reti comuni attualmente, con l'eccezione di grandi sistemi aziendali Netware che non sono ancora passati a Netware over IP. Nel passato, molte reti di aziende supportavano Ethernet 802.2 per supportare i bridge trasparent di collegamento tra reti Ethernet e token ring IEEE 802.5 o FDDI.
Esiste uno standard per incapsulare il traffico IPv4 in frame IEEE 802.2 con intestazioni LLC/SNAP. Non è quasi mai implementato in Ethernet (nonostante sia usato in FDDI, su token ring, IEEE 802.11 e altre reti IEEE 802).
Il traffico IP non può essere incapsulato in frame 802.2 LLC senza SNAP perché, nonostante ci sia un codice LLC per indicare il protocollo IP, non ne esiste uno per ARP (Address Resolution Protocol).  Anche IPv6 può essere trasmesso in Ethernet usando 802.2 con LLC/SNAP ma anche questo è poco usato (nonostante l'incapsulazione LLC/SNAP di IPv6 sia usata dalle reti IEEE 802).

## Campi di controllo e formato del frame IEEE 802.2
Ci sono tre tipi di PDU IEEE 802.2, nei frame chiamati U, I o S.
- frame U (Unnumbered PDU), con un campo di controllo di 8 bit, forniscono un servizio non connesso;
- frame I (Information PDU), con un campo di controllo di 16 bit, forniscono un servizio connesso e i frame sono numerati;
- frame S (Supervisory PDU), con un campo di controllo di 16 bit, vengono usati per funzioni di supervisione al livello LLC.

Di questi tre formati, solo il formato U è usato comunemente. Il formato di un frame PDU è identificato dai due bit più bassi del primo byte del campo di controllo. IEEE 802.2 è stato derivato dall'HDLC, e questo spiega questi aspetti della sua composizione.